# Szymonek
Szymonek lub Ławki Małe – jezioro w Polsce w województwie warmińsko-mazurskim, w powiecie giżyckim, w gminie Ryn.

## Położenie i charakterystyka
Jezioro leży na Pojezierzu Mazurskim, w mezoregionie Wielkich Jezior Mazurskich, w dorzeczu Pisa–Narew–Wisła. Znajduje się około 5 km w kierunku południowo-wschodnim od Rynu. W pobliżu wschodniego brzegu leży przysiółek Ławki Małe, a zachodniego osada Ławki. Przez jezioro przepływa dopływ z jez. Ławki – czwartorzędowy ciek o łącznej długości 5,885 km, który wpada do zbiornika wodnego od zachodu, prowadząc wody z jeziora Ławki, a wypływa na południowym wschodzie kierując się do jeziora Szymon.
Linia brzegowa średnio rozwinięta. Brzegi płaskie i niskie. W otoczeniu znajdują się łąki, często podmokłe.
Zbiornik wodny według typologii rybackiej jezior zalicza się do linowo-szczupakowych.
Jezioro leży na terenie obwodu rybackiego Jeziora Ławki w zlewni rzeki Pisa – nr 22. Objęte jest strefą ciszy. Znajduje się na terenie Obszaru Chronionego Krajobrazu Krainy Wielkich Jezior Mazurskich o łącznej powierzchni 85 527,0 ha.

## Morfometria
Według danych Instytutu Rybactwa Śródlądowego powierzchnia zwierciadła wody jeziora wynosi 28,3 ha. Średnia głębokość zbiornika wodnego to 1,8 m, a maksymalna – 3,5 m. Lustro wody znajduje się na wysokości 116,4 m n.p.m. Objętość jeziora wynosi 502,2 tys. m³. Maksymalna długość jeziora to 1060 m a szerokość 530 m. Długość linii brzegowej wynosi 2850 m.
Inne dane uzyskano natomiast poprzez planimetrię jeziora na mapach w skali 1:50 000 według Państwowego Układu Współrzędnych 1965, zgodnie z poziomem odniesienia Kronsztadt. Otrzymana w ten sposób powierzchnia zbiornika wodnego to 20,0 ha, a wysokość bezwzględna lustra wody – 116,1 m n.p.m.

## Przyroda
Roślinność przybrzeżna rozwinięta, głównie trzcina. Największe skupisko na południu, na wschodzie – całkowity brak roślinności. Wśród roślinności zanurzonej przeważa mech wodny i jaskier krążkolistny. Występujące tu rośliny o liściach pływających to grzybienie i grążele.
W przeszłości na terenie jeziora licznie występowały raki.